# Julia Grant
Julia Boggs Dent Grant (26 de janeiro de 1826 - 14 de dezembro de 1902), foi uma primeira-dama dos Estados Unidos, durante a presidência de Ulysses S. Grant.

## Biografia
Julia Boggs Dent nasceu em White Haven, oeste de St. Louis, Missouri, a filha de Frederick, um plantador de posse de escravos e comerciante e de sua esposa Ellen Wrenshaw Dent.

## Noivado e casamento com Grant
Grant propôs várias vezes. Quando Julia finalmente aceitou, eles estavam sentados nos degraus da frente de sua casa de infância querida, White Haven, uma plantação pitoresca. Em 1844, eles embarcaram em um compromisso de 4 anos, atrasado pela guerra mexicano-americana, durante a qual se viam apenas uma vez. Eles se casaram em 22 de agosto de 1848 em White Haven, quando Julia tinha 22 anos e Ulysses tinha 26 anos.
Os Grant teve três filhos e uma filha:
- Frederick Dent Grant (1850-1912)
- Ulysses Simpson Grant, Jr. conhecido como "Buck" (1852-1929)
- Ellen Wrenshall Grant conhecido como "Nellie" (1855-1922)
- Root Grant Jesse (1858-1934)

## Primeira Dama

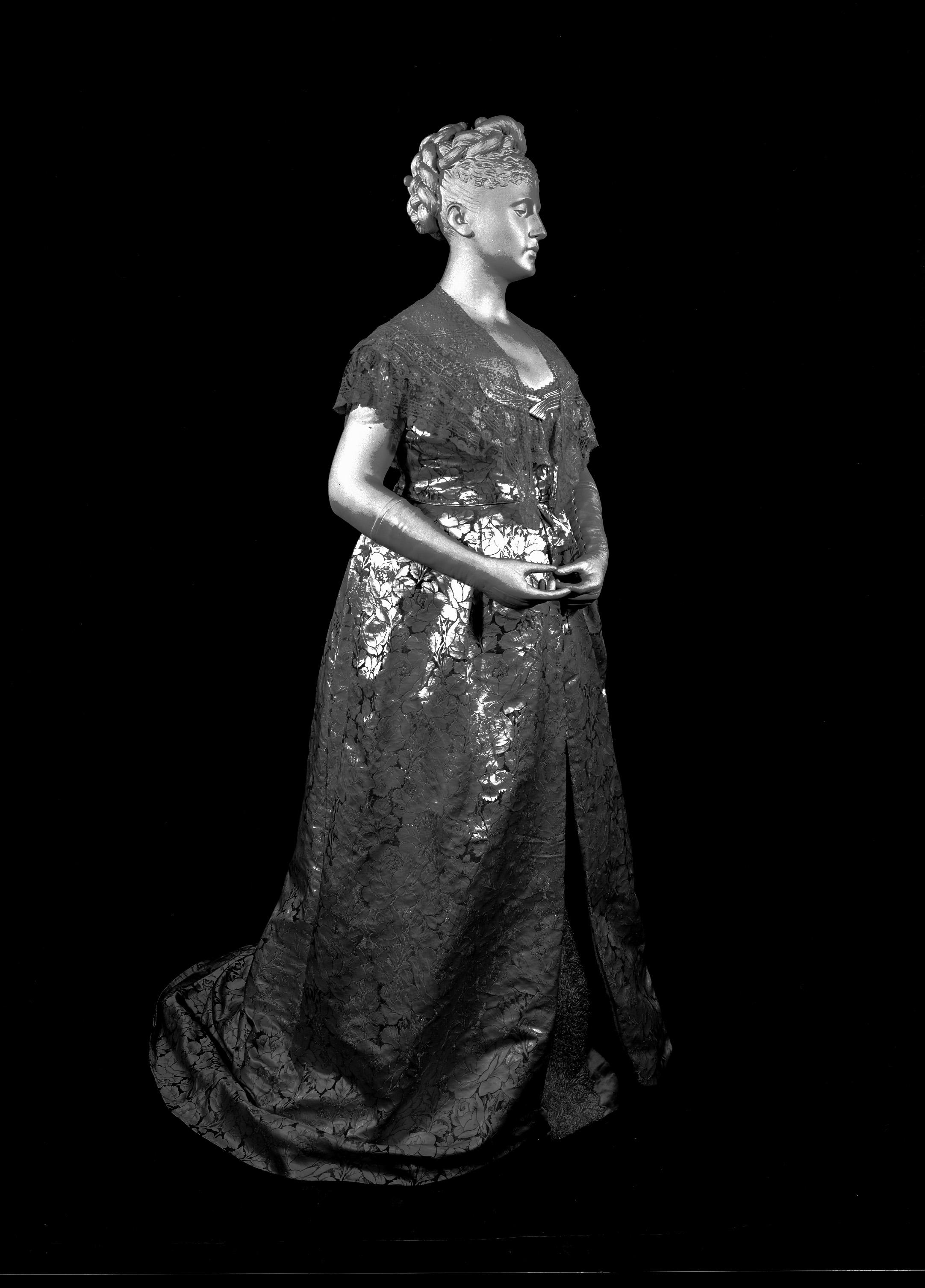
Vestido usado por Julia Dent Grant, esposa do presidente (1869-1877) Ulysses S. Grant, primeira-dama da Casa Branca. Este vestido foi usado pela Sra. Grant no segundo baile de posse em 1873.

Depois de muitos anos de sofrimento e estresse, Julia se alegrou com a fama de seu marido como um general vitorioso e ela entrou na Casa Branca, em 1869, para começar, em suas palavras, "o período mais feliz" de sua vida e "Gosto muito da sociedade e apreciado em toda a extensão a oportunidade me proporcionou na Casa Branca. " 

## Depois da Presidência
Ao deixar a Casa Branca em 1877, os Grant fizeram uma viagem ao redor do mundo que se tornou uma jornada de triunfos.Julia orgulhosamente recordou detalhes da hospitalidade e dos presentes magníficos que receberam. Um dos destaques da viagem foi um pernoite e jantar oferecido a eles pela Rainha Vitória, no Castelo de Windsor, na Inglaterra. Também se um balanço através do Extremo Oriente, sendo cordialmente recebidos no Palácio Imperial em Tóquio pelo Imperador Meiji e a Imperatriz Shōken do Japão.